# Cameron (Oklahoma)
Cameron és un poble dels Estats Units a l'estat d'Oklahoma. Segons el cens del 2000 tenia 312 habitants.

## Demografia
Segons el cens del 2000, Cameron tenia 312 habitants, 115 habitatges, i 90 famílies. La densitat de població era de 446,2 habitants per km².
Dels 115 habitatges en un 35,7% hi vivien nens de menys de 18 anys, en un 53,9% hi vivien parelles casades, en un 15,7% dones solteres, i en un 21,7% no eren unitats familiars. En el 20% dels habitatges hi vivien persones soles el 8,7% de les quals corresponia a persones de 65 anys o més que vivien soles. El nombre mitjà de persones vivint en cada habitatge era de 2,71 i el nombre mitjà de persones que vivien en cada família era de 3,11.
Per edats la població es repartia de la següent manera: un 26,6% tenia menys de 18 anys, un 9,3% entre 18 i 24, un 29,5% entre 25 i 44, un 23,1% de 45 a 60 i un 11,5% 65 anys o més.
L'edat mediana era de 35 anys. Per cada 100 dones de 18 o més anys hi havia 104,5 homes.
La renda mediana per habitatge era de 23.750 $ i la renda mediana per família de 26.339 $. Els homes tenien una renda mediana de 27.679 $ mentre que les dones 17.321 $. La renda per capita de la població era d'11.055 $. Entorn del 14,7% de les famílies i el 19,6% de la població estaven per davall del llindar de pobresa.

## Poblacions més properes
El següent diagrama mostra les poblacions més properes.